# Jesse Ewart
Jesse Ewart (* 31. Juli 1994 in Newcastle, New South Wales, Australien) ist ein irischer Radrennfahrer.

## Sportliche Laufbahn
Jesse Ewarts erster internationaler Erfolg war der erste Platz der Nachwuchswertung der Jelajah Malaysia 2016. 2018 und 2019 gewann er das Etappenrennen Tour de Singkarak. 2020 schloss er die stark besetzte Herald Sun Tour auf dem sechsten Platz der Gesamtwertung ab. Nach sechs Jahren bei asiatischen Teams unterschrieb er für die Saison 2022 einen Vertrag beim deutschen Team Bike Aid. Die Tour du Rwanda in diesem Jahr beendete er als Dritter der Gesamtwertung. Nach nur einem Jahr wechselte er zum Terengganu Cycling Team und gewann 2024 eine Etappe der Tour of Sharjah. Im September 2024 wurde Ewart wegen Dopings für drei Jahre gesperrt.

## Erfolge
2018
- eine Etappe Banyuwangi Tour de Ijen
- Gesamtwertung und eine Etappe Tour de Singkarak

2019
- Gesamtwertung, Punktewertung und zwei Etappen Tour de Singkarak

2024
- eine Etappe Tour of Sharjah